# Боровик, Артём Генрихович
Артём Ге́нрихович Борови́к (13 сентября 1960, Москва — 9 марта 2000, аэропорт Шереметьево, Москва) — российский журналист, президент издательского холдинга «Совершенно секретно».

## Биография

### Ранняя жизнь
Артём Боровик родился 13 сентября 1960 года в Москве в журналистской семье. Отец — политический обозреватель, писатель и драматург Генрих Боровик (род. 1929), мать — Галина Михайловна Боровик (урождённая Финогенова, 1932—2013) — по профессии учитель истории, впоследствии редактор отдела культуры телевидения. С 1966 по 1972 жил в Нью-Йорке, где отец работал корреспондентом Агентства печати «Новости» и «Литературной газеты». Учился в 45-й школе (школе Мильграма). Окончил факультет международной журналистики МГИМО. Сестра — Марина Якушкина (род. в 1956 г.).

### Карьера
Работал журналистом в различных советских изданиях, в том числе в газете «Советская Россия» и в журнале «Огонёк» (1987—1991), по заданию которого несколько раз ездил в Афганистан. Автор книги «Спрятанная война», посвящённой войне в Афганистане. В 1988 году некоторое время служил в армии США (в Форт-Беннинге) в рамках эксперимента, в ходе которого советский журналист направлялся в американскую армию, а американский — в советскую. О своём армейском опыте написал книгу «Как я был солдатом американской армии».
Артем Боровик считается одним из основоположников жанра журналистского расследования в России. С 1989 г. он сотрудничал с ежемесячной газетой «Совершенно секретно», учреждённой писателем Юлианом Семёновым. В 1991 году основал одноимённую телепередачу, был её ведущим. Освещал громкие убийства и коррупционные скандалы 1990-х годов.
Вместе с коллегой по «Совершенно секретно» Евгением Додолевым вёл известную в своё время передачу «Взгляд». Даже 10 лет спустя «Огонёк» позиционировал ведущих как «народных героев»:

Кто помнит, сколько их было, ведущих «Взгляда», появлявшихся в самой свободной студии «Останкино» по пятницам? Листьев, Любимов, Захаров, Политковский, Мукусев. Кто ещё — Ломакин, Додолев, Боровик… Они стали народными героями, олицетворявшими перемены внутри страны, так же, как символом перестройки за границей был Горбачёв. Потому что вместе с ними, смелея от пятницы к пятнице, мы учились говорить не кухонным шёпотом, а вслух: в СССР всё-таки есть секс, у капитализма тоже бывает человеческое лицо, рок-н-ролл жив, Чернобыль не авария, а трагедия… Но когда мы вместе прошли почти весь демократический букварь и научились громко говорить, было уже почти всё равно, кто говорит с нами из студии «Взгляда». За что всем, кто когда-либо делал это, большое человеческое спасибо.

В 1992 году, незадолго до смерти Семёнова, стал председателем совета директоров издательства «Совершенно секретно». На его основе сформировал информационно-издательскую группу, куда входила телекомпания, производившая передачу «Совершенно секретно».
Был председателем совета директоров группы с 1995 года.
Являлся главным редактором журнала «Лица» (1996—2000) и газеты «Версия» (1998—2000).
Был включён в московскую группу списка ОВР на выборах в Государственную думу Российской Федерации в 1999 году.

### Личная жизнь
Был женат на Веронике Хильчевской-Боровик (род. в 1964 г., Киев), дочери дипломата Ю. М. Хильчевского. Дети — Максимилиан (род. в 1995 г.) и Кристиан (род. в 1998 г.).

### Смерть
Артём Боровик погиб на 40-м году жизни 9 марта 2000 года в результате авиационной катастрофы, при падении самолёта Як-40, совершавшего рейс Москва — Киев, на борту которого также находился глава компании «Группа „Альянс“» Зия Бажаев. Погибли все 9 человек, включая 5 членов экипажа. 11 марта 2000 года похоронен на Новодевичьем кладбище (10-й участок).

## Награды
- Медаль «За боевые заслуги» (28.09.1987)[4];
- ТЭФИ ’99;
- Дважды получал престижную премию Эдварда Марроу[англ.] — в 1991 году за репортаж из комнаты 19 в НИИ мозга АМН СССР, где хранится мозг Ленина[9] и 1994 году[10].

## Увековечение памяти
- Премия имени Артёма Боровика
- Гимназия имени Артёма Боровика
- Парк имени Артёма Боровика
- «Совершенно секретно. Информация к размышлению» серия «Памяти Артема Боровика» (НТВ, 2001)
- Документальный фильм «Артём» (НТВ, 2005)
- Документальный фильм Алексея Аленина «Артём Боровик. Он очень торопился жить» (2010).